# Madonna col Bambino tra i santi Jacopo e Domenico con committenti
La Madonna col Bambino tra i santi Jacopo e Domenico con committenti, detta anche Madonna di Jacques Floreins, è un  dipinto del pittore primitivo fiammingo Hans Memling, realizzato intorno al 1488-1490 con olio su pannello di legno, misura 130,3 cm × 160 cm. Parte dell'eredità della contessa Duchâtel (1878), è attualmente esposto al Museo del Louvre a Parigi.

## Storia
Probabilmente viene trasportato in Spagna, grazie alla vedova spagnola di Jacob Floreins, la cui famiglia era originaria di Burgos. Consegnato alla Spagna dal Generale d'Armagnac, in servizio a Burgos durante il primo impero nel 1808; l'opera viene acquisita da quest'ultimo dal conte Duchâtel; sua moglie lo lasciò in eredità al Museo del Louvre nel 1878.

## Descrizione
Il tema di questo dipinto è quello della sacra conversazione, di moda nel nord Italia. Il formato adottato qui è piuttosto raro nei paesi del nord. Il dipinto ha sicuramente adornato una cappella di famiglia. La sua funzione è commemorativa e differisce dalla pala d'altare più comune nei Paesi Bassi. Lo sponsor è Jacques Florence (in fiammingo Jacob Floreins), commerciante di spezie a Bruges, morto nel 1488 nella stessa città. Molto probabilmente il lavoro è stato completato dopo la sua morte, dal momento che sua moglie viene rappresentata come una vedova.
Al centro, la Vergine Maria siede su un trono di pietra, sormontato da un baldacchino rosso. La seduta è ricoperta da un tessuto dorato riccamente ricamato. Ai piedi del trono è dipinto un bellissimo tappeto dai colori vivaci, che ricorda i tappeti orientali, tema spesso presente nei primitivi fiamminghi.
La Vergine Maria, i suoi capelli sciolti, porta in ginocchio il Gesù bambino, che benedice Jacques Firenze con la mano destra.
La mano sinistra di Gesù poggia sul libro che tiene in mano sua madre.
La Vergine è circondata a sinistra dallo sponsor (o donatore) e dai suoi figli e - a destra - dalla moglie di quest'ultimo e delle sue figlie.
Tutti sono in ginocchio.
La somiglianza tra i bambini e i loro genitori è molto marcata.
Le differenze di età si traducono in differenze di atteggiamento.
Alla solennità dei più anziani si oppone la curiosità del più giovane (le bambine allungano il collo per vedere meglio).
Due Santi, patroni della famiglia li accompagnano.
San Jacopo dal lato maschile, con riferimento al nome del padre e San Domenico sul lato femminile, probabilmente perché una delle ragazze è entrata nell'ordine (indossa il costume Dominicano).
Lo sfondo è diviso in tre parti. La scena è ambientata in un ambiente ecclesiale, come a volte succede in Jan van Eyck, con la differenza che l'interno in questo caso è qui aperto all'esterno (il che è comune tra gli artisti fiamminghi). A sinistra, alla fine di un percorso, è possibile intravedere un paesaggio urbano, che si oppone al paesaggio più rurale sulla destra. Queste aperture, fiancheggiate da affascinanti sculture, danno respiro all'intera composizione.

## Altre versioni

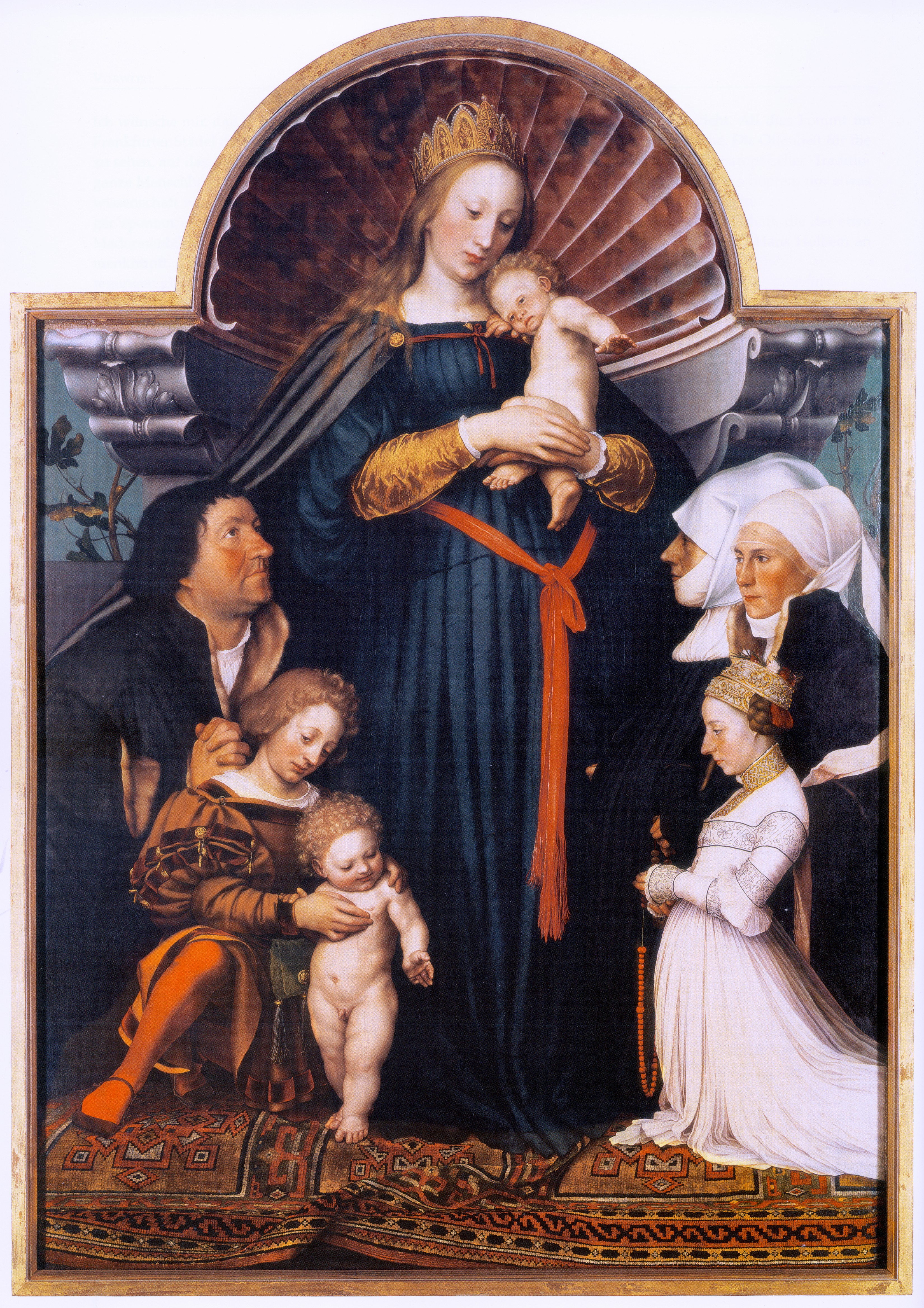
Madonna di Darmstadt di Hans Holbein.

L'opera in esame è da molti accostata alla Madonna di Darmstadt di Hans Holbein il Giovane. È interessante confrontare il tutto con l'epitaffio per la famiglia Funk, attribuito a Bernard Strigel (Schaffhausen, Svizzera): il frammento ha conservato bene il volto degli sposi a faccia con i loro figli, ma non v'è né Madonna, né santi.